# Josh Cassada
Josh Aaron Cassada (San Diego, 18 de julho de 1973) é um físico americano, piloto de teste e ex-astronauta da NASA. Antes de sua seleção para se juntar a NASA em 2013, Cassada serviu como piloto de teste para a Marinha dos Estados Unidos, e tem mais de 3,500 horas em mais de 40 aeronaves. Cassada se aposentou da NASA no dia 1 de outubro de 2024.

## Biografia
Cassada nasceu em San Diego, Califórnia e criado em White Bear Lake. Cassada é um aviador naval e fez uma licenciatura no Colégio Albion e fez graus avançados na Universidade de Rochester, N.I. Cassada é um físico por formação e atualmente está servindo como co-fundador e Diretor técnico para Quantum Opus, uma produtora de supercondutores localizada em Plymouth. 